# Armata 3 bulgară (1916-1918)
Armata 3 bulgară a fost una din marile unități operative ale Armatei Bulgariei, participantă la acțiunile militare de pe frontul român, în timpul Primului Război Mondial. În această perioadă, a fost comandată de generalul de infanterie Ștefan Toșev și generalul locotenent Ștefan Nerezov.  :p. 185